# Anisocentropus valgus
Anisocentropus valgus är en nattsländeart som beskrevs av Arturs Neboiss 1980. Anisocentropus valgus ingår i släktet Anisocentropus och familjen Calamoceratidae. Inga underarter finns listade i Catalogue of Life.